# Софиевка (Березовский район)
Софиевка (укр. Софіївка) — село, относится к Березовскому району Одесской области Украины. Расположено на реке Тилигул при впадении ручья Стадная.
Население по переписи 2001 года составляло 259 человек. Почтовый индекс — 67354. Телефонный код — 4856. Занимает площадь 1,856 км². Код КОАТУУ — 5121282105.

## Местный совет
67354, Одесская обл., Березовский р-н, с. Златоустово, ул. Фрунзе, 2